# Dopis Václava Havla Gustávu Husákovi
Dopis Václava Havla Gustávu Husákovi je jeden z nejzásadnějších textů Václava Havla, které v době svého disentu vydal. Otevřený dopis byl míněn tehdejšímu generálnímu tajemníkovi ÚV KSČ Gustávu Husákovi. V dopisu píše jak o strachu a ponížení lidí v tehdejší společnosti, tak o pokrytectví a lhostejnosti komunistického režimu k těmto problémům.

## Obsah dopisu
V samotném dopise popisuje Havel jak vidí situaci v tehdejším Československu na počátku normalizace. Začíná tím, že představa toho, jak velká většina společnosti normalizaci přijímá a pevně se jí drží je mylná, jelikož ve společnosti existuje místo jen pro vyjádření podpory režimu, zatímco jakékliv místo pro kritiku a nesouhlas je zcela potlačeno. Zdánlivá loajalita straně a režimu byla dosažena pouze skrz nepřímé donucovací prostředky, zatímco opravdové názory a myšlenky byli nuceni skrývat. V dopise se také vyskytuje v několika částech sokrátovská ironie, kde se Havel snaží skrz ironický popis situace poukázat na její absurditu a faleš. Jednou z posledních myšlenek, které v dopise Havel vyslovuje, je o degradaci společnosti těmito metodami, které podle něj budou trvat minimálně dekády na to, aby se zahojily – ať už jde o vnucenou názorovou jednotu, separaci veřejného a soukromého názoru nebo režimová loajalita pro jakýkoliv postup v kariéře a životě.
| „ | „Ano, je tu pořádek: byrokratický pořádek šedivé uniformity, umrtvující jedinečnost; strojové mechaničnosti, potlačující neopakovatelnost; zatuchlé nehybnosti, vylučující transcendenci. Je to pořádek bez života. Ano, v naší zemi je klid: není to ale klid márnice nebo hrobu?“ | “ |

Dopis nebyl poslán pouze Gustávu Husákovi, ale skrz tajné kanály i zahraničním novinářům, např. Hlasu Ameriky a rádiu Svobodná Evropa. Tímto způsobem se stal obsah dopisu dostupný širší veřejnosti. O dopise se často mluví jako o jednom ze „zárodků“ odporu proti komunistické totalitě a normalizační mentalitě.